# Djovi Gally
Pour les articles homonymes, voir Gally.
Djovi Gally, né le 6 octobre 1955 à Aného et mort le 27 septembre 2023, est un avocat et homme politique togolais, ministre de la Transition, responsable de l'Union des forces de changement (UFC). Il est connu pour son engagement envers les droits humains et la démocratie.

## Biographie

### Enfance et éducation
Djovi Gally naît le 6 octobre 1955 à Aného au Togo. Dès son jeune âge il s'intéresse à la langue française et à la rhétorique.
Après un baccalauréat technologique G3 au collège Saint-Joseph de Lomé obtenu en 1976 où il sort major de promotion, il obtient son diplôme d'avocat à l'université de Lomé en 1980. Il poursuit ses études en France à l'université Panthéon-Sorbonne où il décroche une licence en droit en 1981. En 1982, il enchaine avec une maîtrise en droit privé puis une licence en philosophie en 1983 dans la même université. La même année (1983), il obtient un diplôme d'études approfondies (DEA) en droit comparé et fait une maitrise en sciences politiques. En 1984, il fait une licence en droit canonique à la Faculté de théologie catholique de Strasbourg.

### Carrière professionnelle et politique
Il est avocat, inscrit aux barreaux de Lomé et de Paris depuis 1984 (droit des affaires, droit civil, droit du travail, droit pénal et droit de l'environnement). De 1985 à 1987, il enseigne à l'École nationale d'administration (ENA) du Togo. Djovi Gally occupe des fonctions politiques dont deux portefeuilles ministériels: ministre des droits de l'homme de 1991 à 1992 et ministre des droits de l'homme et de la réhabilitation de 1994 à 1995. Il a aussi exercé en tant que consultant international en droit. De 1992 à 1993, il est le représentant du Togo au Conseil permanent de la francophonie. En 1991, il est membre élu du présidium de la Conférence nationale du Togo. De 1986 à 1990, il est le président de la Commission des relations publiques de l'Ordre des avocats du Togo.
Djovi Gally était le conseiller politique de Gilchrist Olympio, président national de l'Union des forces de changement (UFC), principal parti d'opposition au Togo. Il démissionne de ce poste en 2013.

## Distinctions
Ses activités de défenseur de la démocratie et des Droits de l'homme lui valent d'être nommé d'abord chevalier de la Légion d'honneur en 1999, puis officier de la Légion d'honneur en 2015.
Il est aussi honoré du titre de Citoyen d'honneur de la ville de Baton Rouge(Louisiane, États-Unis) et Chevalier de  le Légion d'honneur.

## Vie privée
Djovi Gally s'est marié en 1989 à Beate Forcados et a quatre enfants.

## Décès
Djovi Gally est décédé le 27 septembre 2023 en Allemagne des suites d'une courte maladie,. Il a été inhumé à Lomé dans l'intimité. Il a eu droit à un ultime honneur à la Cathédrale de Lomé(il fut un fidèle catholique).